# Pausànies de Lacedemònia
Pausànies o Pausànias (grec antic: Παυσανίας, llatí: Pausanias) va ser un historiador grec espartà. És conegut només per una referència de la Suïda i una altra d'Eudòcia, que li atribueixen les obres grec antic: Περὶ ̔Ελλησπόντου, Λακωνικά χρονικά, περὶ ̓Αμφικτυόνων, περὶ τω̂ν ἐν Λάκωσιν ἑορτῶν ('Sobre l'Hel·lespont', 'Cronologia de Lacònia', 'Sobre l'Amfictionia', 'Sobre les festes de Lacònia').
Cal no confondre aquest personatge amb Pausànies Tàctic, un autor que va escriure sobre tàctica militar esmentat per Claudi Elià i Arrià, i que Smith considera un mateix personatge.